# پانفورته
پانفورته (انگلیسی: Panforte) یک دسر سنتی جویدنی ایتالیایی حاوی میوه‌ها و آجیل است. پختن آن یک سنت کریسمس است که در سراسر ایتالیا شناخته شده‌است، به ویژه در استان سیه‌نا